# Josep de Caralt Vidal
Josep de Caralt Vidal   (Barcelona, 10 de març de 1907 - Barcelona, 30 de maig de 1986) fou un jugador d'hoquei sobre herba català que va competir durant les dècades de 1920 i 1930.
Durant la seva carrera esportiva jugà al Reial Club de Polo de Barcelona, amb qui guanyà diversos Campionats de Catalunya i la Copa d'Espanya de 1929. Participà en els Jocs Olímpics d'Amsterdam de 1928.